# Cahiers Octave Mirbeau
Cahiers Octave Mirbeau es una revista literaria francesa. Es la publicación anual de la Société Octave Mirbeau. El jefe de redacción es Pierre Michel, presidente y fundador de la Société Octave Mirbeau. Veintitrés números fueron publicados, entre mayo de 1994 y marzo de 2016, es decir 8 300 páginas. Circulación: 500 ejemplares. Precio : 26 €.
Cada volumen contiene por lo menos tres partes principales. La primera está dedicada a los estudios sobre la obra de Octave Mirbeau y sus luchas estéticas, literarias o políticas. El segundo incluye documentos y textos inéditos o desconocidos. La tercera parte es bibliográfica : bibliografía mirbellana y reseñas de varios libros relacionados con la literatura y las artes de la Belle Époque. Muchos números tienen una cuarta sección, dedicada a textos diversos, escritos por diferentes personas de nuestro tiempo (escritores, directores, actores, artistas, traductores...).
Dirección de la Société Octave Mirbeau y de los Cahiers Octave Mirbeau : 10 bis rue André Gautier, 49000 – Angers (Francia).